# Makoura Keita
Pour les articles homonymes, voir Keita.
Makoura Keita, née le 1er novembre 1994 à Fria, est une sprinteuse guinéenne.

## Carrière
Elle participe à l'épreuve féminine du 100 mètres aux Jeux olympiques d'été de 2016, où elle a terminé quatrième de sa course en séries avec un temps de 12,66 secondes ; elle ne s'est pas qualifiée pour les quarts de finale.
En 2019, elle représente la Guinée aux Jeux africains de 2019 organisés à Rabat, au Maroc. Elle participe au 100 mètres féminin, et termine à la 39e place des séries.
En 2020, elle remporte son dixième titre aux championnats de Guinée d'athlétisme.